# Tenedocythere
Tenedocythere is een geslacht van kreeftachtigen uit de klasse van de Ostracoda (mosselkreeftjes).

## Soorten
- Tenedocythere auriculata McKenzie, Reyment & Reyment, 1991 †
- Tenedocythere birestis Bonaduce, Ruggieri & Russo, 1986 †
- Tenedocythere cataphracta Bonaduce, Ruggieri & Russo, 1986 †
- Tenedocythere cordiformis Bonaduce, Ruggieri & Russo, 1986 †
- Tenedocythere cruciata Bonaduce, Ruggieri & Russo, 1986 †
- Tenedocythere elongata (Hu, 1979)
- Tenedocythere furcata Bonaduce, Ruggieri & Russo, 1986 †
- Tenedocythere keralaensis Khosla & Nagori, 1989 †
- Tenedocythere mediterranea (Ruggieri, 1962) Aruta, 1983 †
- Tenedocythere nuda McKenzie, Reyment & Reyment, 1991 †
- Tenedocythere obsoleta Bonaduce, Ruggieri & Russo, 1986 †
- Tenedocythere parallela Bonaduce, Ruggieri & Russo, 1986 †
- Tenedocythere perplexa Bonaduce, Ruggieri & Russo, 1986 †
- Tenedocythere quadranodosa Holden, 1976 †
- Tenedocythere salebrosa (Uliczny, 1969) Ciampo, 1986 †
- Tenedocythere saurashtraensis (Guha, 1967) Khosla & Nagori, 1989 †
- Tenedocythere scabriuscula Bonaduce, Ruggieri & Russo, 1986 †
- Tenedocythere scalprata Bonaduce, Ruggieri & Russo, 1986 †
- Tenedocythere setigera Holden, 1976 †
- Tenedocythere sorrentae (Chapman & Crespin in Chapman, Crespin & Keble, 1928) Mckenzie, 1982 †
- Tenedocythere subulata Bonaduce, Ruggieri & Russo, 1986 †
- Tenedocythere sulcatopunctatus (Reuss, 1850) †
- Tenedocythere titanikos Whatley, Jones & Wouters, 2000
- Tenedocythere transoceanica (Teeter, 1975) Tabuki, Nakano & Nohara, 1987
- Tenedocythere trindadensis Coimbra & Carreno, 2012
- Tenedocythere turda Holden, 1976 †